# Распределённый брэгговский отражатель
Распределённый брэ́гговский отража́тель — это слоистая структура, в которой показатель преломления материала периодически изменяется в одном пространственном направлении (перпендикулярно слоям).

## Общая информация
РБО, также известный как одномерный фотонный кристалл, чаще всего представляет собой последовательность двух или более осажденных друг на друга материалов с разными показателями преломления, как показано на Рис. 1. Чаще всего РБО изготовляются при помощи молекулярно-лучевой эпитаксии и химического осаждения материалов из газовой фазы.
РБО позволяют отражать световые волны с гораздо более узкой полосой отражения, чем простой торец между полупроводником и воздухом. Именно это и обусловило широкое применение таких отражателей в оптической технике (фильтры, встроенные в оптические волокна отражатели, сенсоры и т. д.) и их привлекательность для использования в качестве зеркал полупроводниковых лазеров . Последнее также произошло благодаря большему коэффициенту отражения таких зеркал чем коэффициент отражения зеркал, полученных путём скола торцов лазеров, и что немаловажно, возможности изготовления РБО в рамках стандартного технологического процесса самих лазеров путём молекулярно-лучевой эпитаксии.

## Теория
Электромагнитная волна, распространяясь перпендикулярно слоям РБО, приведённого на Рис. 1, испытывает отражения от границ раздела сред с показателями преломления {\displaystyle n_{1}} и {\displaystyle n_{2}}. Закон Брэгга определяет условия, при которых волны, отражённые от границ раздела сред данного РБО при перпендикулярно падающей волне, находятся в одинаковой фазе:
{\displaystyle \Lambda ={\frac {l\lambda _{b}}{2n_{\text{eff}}}}},
где {\displaystyle \Lambda } — период РБО, {\displaystyle l=1,2,3...} целое число, указывающее на порядок дифракции, {\displaystyle \lambda _{b}} — длина волны, {\displaystyle n_{\text{eff}}} — эффективный показатель преломления РБО.
Чаще всего в волоконной технике используются четвертьволновые распределённые РБО, толщина каждого слоя которых равна четверти длины волны. Так, для РБО, изображённого на Рис. 1, мы можем определить толщины слоев с показателями преломления {\displaystyle n_{1}} и {\displaystyle n_{2}}, соответственно, как {\displaystyle L_{1}=\lambda _{b}/(4n_{1})} и {\displaystyle L_{2}=\lambda _{b}/(4n_{2})}. Тогда, коэффициент отражения РБО на длине волны {\displaystyle \lambda _{b}} будет равен:
{\displaystyle |r|=\left({\frac {1-(n_{1}/n_{2})^{2m}}{1+(n_{1}/n_{2})^{2m}}}\right)^{2}},
где {\displaystyle m} — число пар четвертьволновых слоев, из которых состоит РБО.
Максимум коэффициента отражения РБО в спектре приходится на длину волны {\displaystyle \lambda _{b}}, и его спектральная ширина определяется из выражения:
{\displaystyle \Delta \lambda ={\frac {2\lambda _{b}\Delta {n}}{\pi {n_{\text{eff}}}}}},
где {\displaystyle \Delta {n}} — разница показателей преломления {\displaystyle n_{1}} и {\displaystyle n_{2}}, {\displaystyle n_{\text{eff}}=2\left(1/n_{1}+1/n_{2}\right)^{-1}} — эффективный показатель преломления РБО.